# Kreuztal

Kreuztal est une ville de Rhénanie-du-Nord-Westphalie (Allemagne), située dans l'arrondissement de Siegen-Wittgenstein, dans le district d'Arnsberg.

## Liste des secteurs de Kreuztal
- Bockenbach
- Burgholdinghausen
- Buschhütten
- Eichen
- Fellinghausen
- Ferndorf
- Junkernhees
- Kredenbach
- Kreuztal
- Krombach
- Littfeld
- Mittelhees
- Oberhees
- Osthelden
- Stendenbach